# Ladoffa arcuata
Ladoffa arcuata är en insektsart som beskrevs av Young 1977. Ladoffa arcuata ingår i släktet Ladoffa och familjen dvärgstritar. Inga underarter finns listade i Catalogue of Life.